# La Norma (sommet)
Pour les articles homonymes, voir La Norma et Norma.
La Norma est une montagne de France située en Savoie, dans la vallée de la Maurienne, au-dessus de Modane, d'Avrieux, de Villarodin-Bourget et de la station de sports d'hiver de la Norma à qui elle doit son nom.

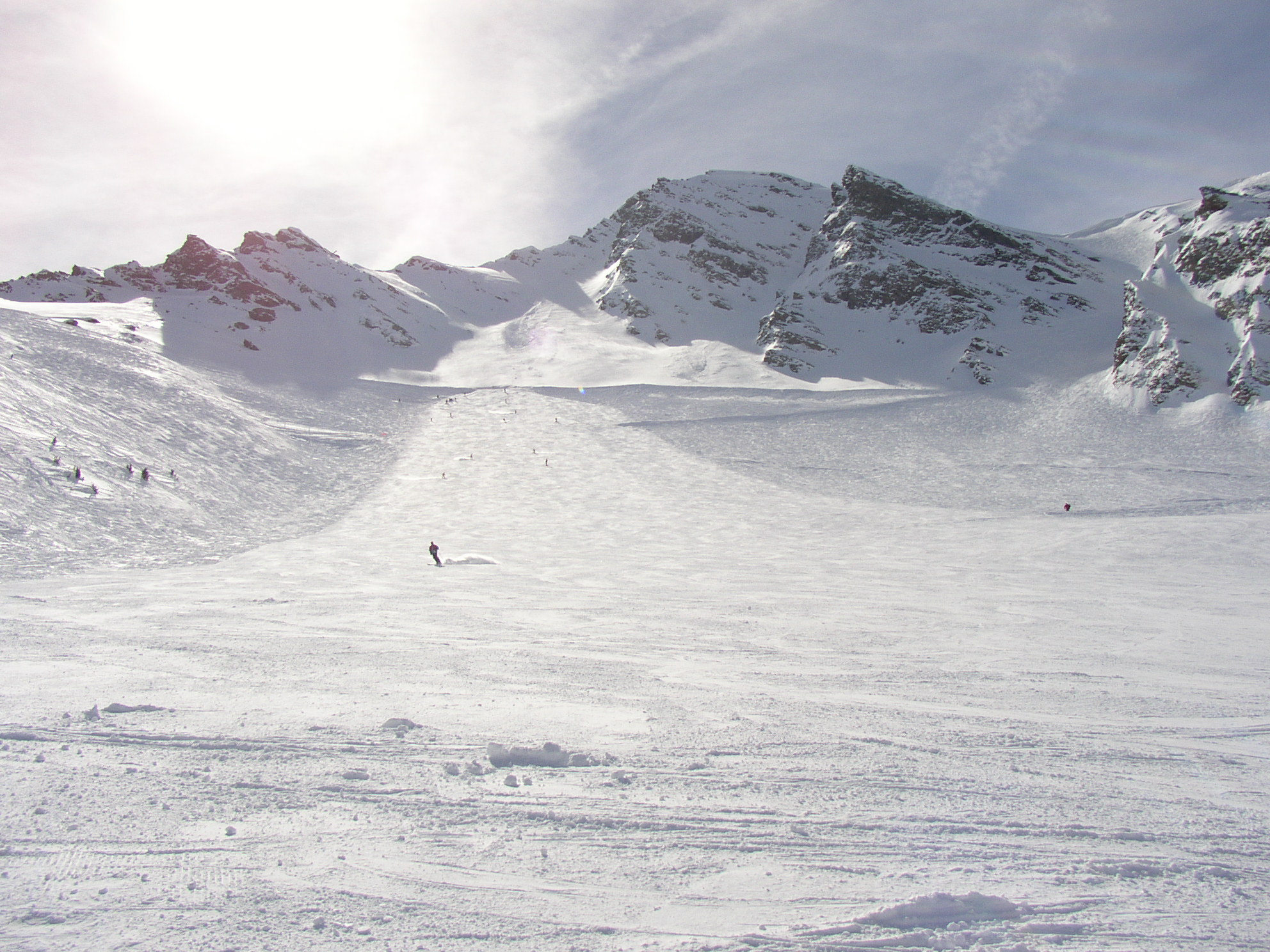
Vue depuis la piste de ski du Clot de la station de la Norma au nord du sommet de la Norma au fond du vallon.

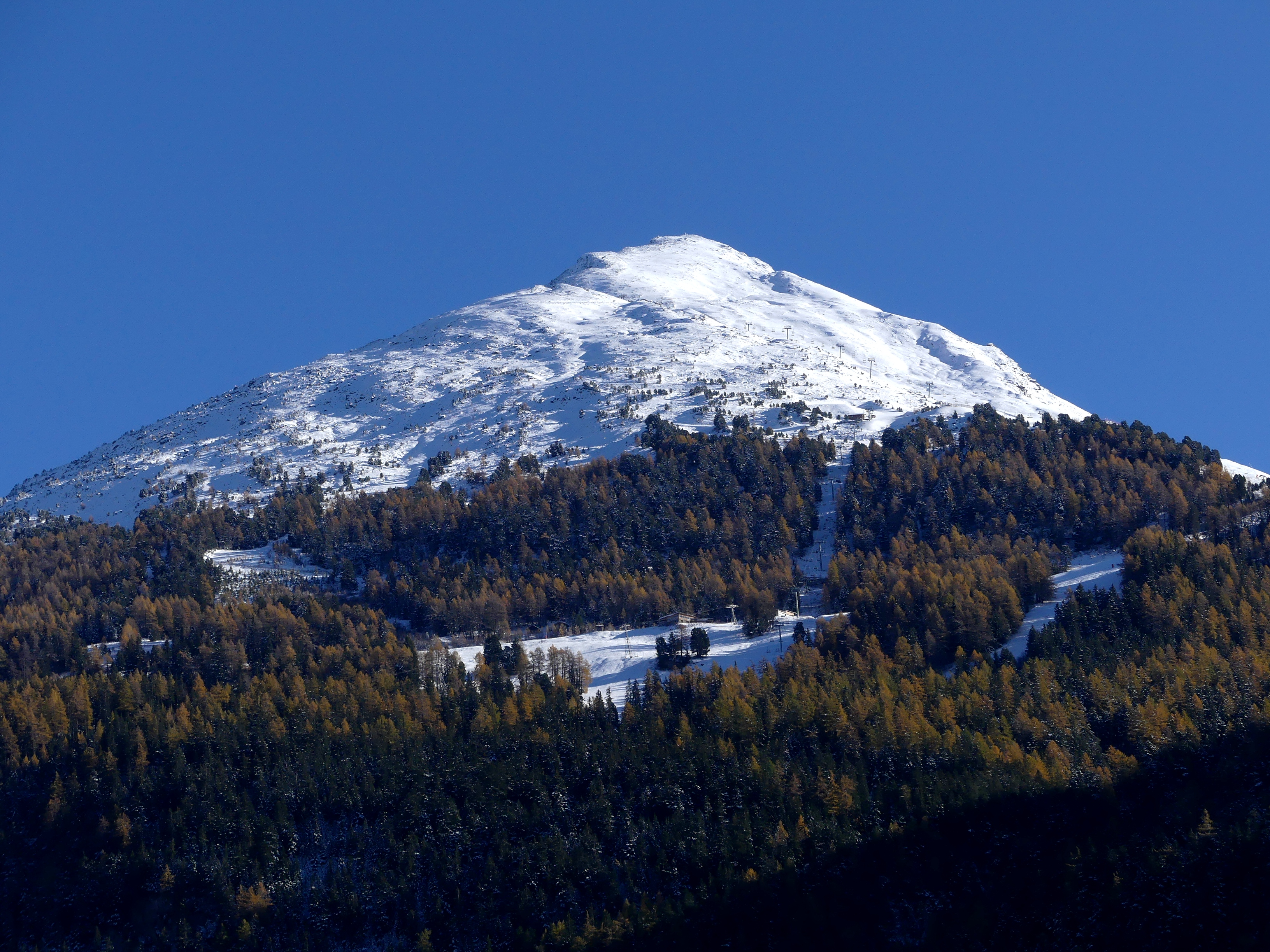
La Norma vue depuis Modane au nord-ouest.